# Kawai Gyokudō

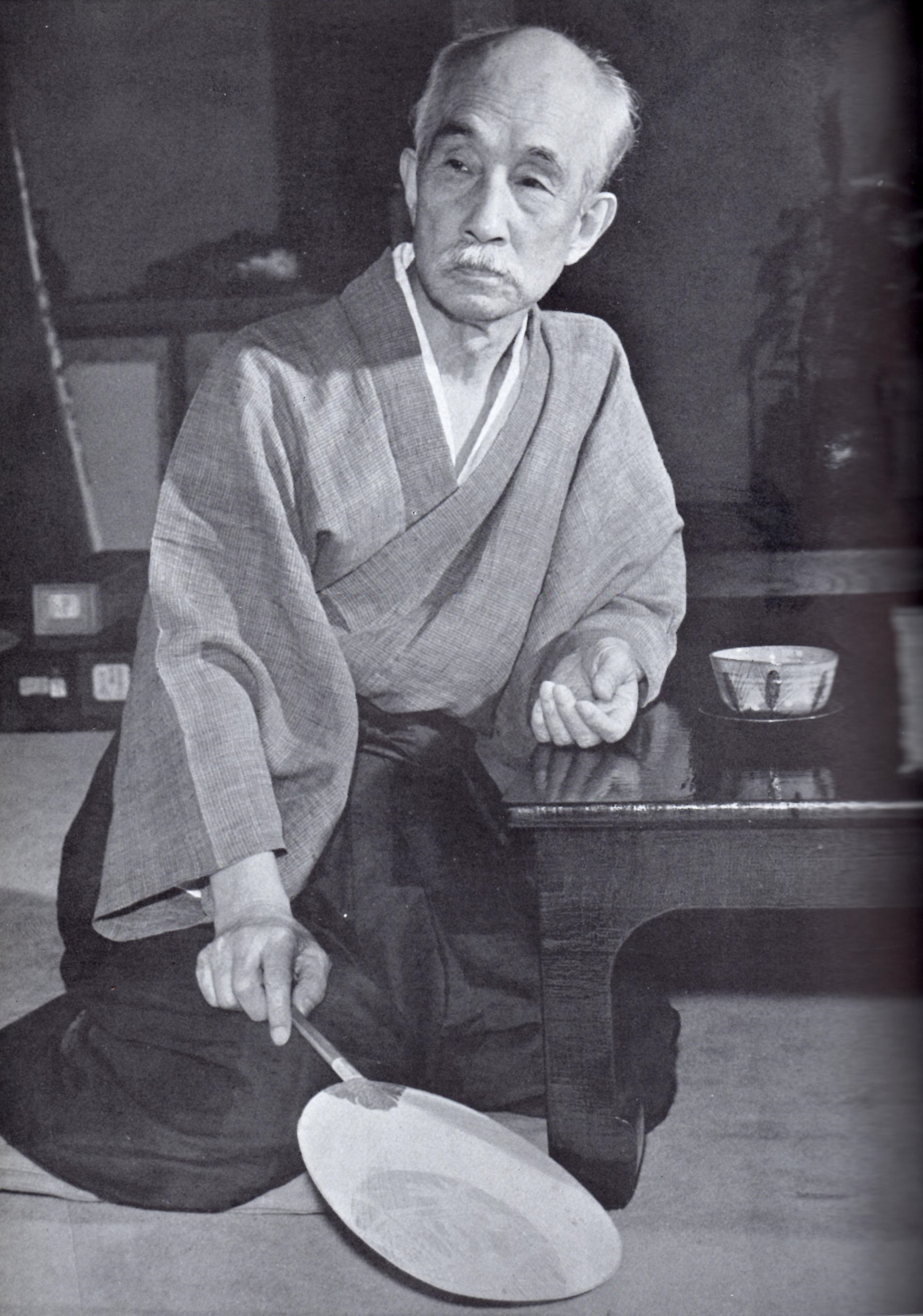
Kawai Gyokudō

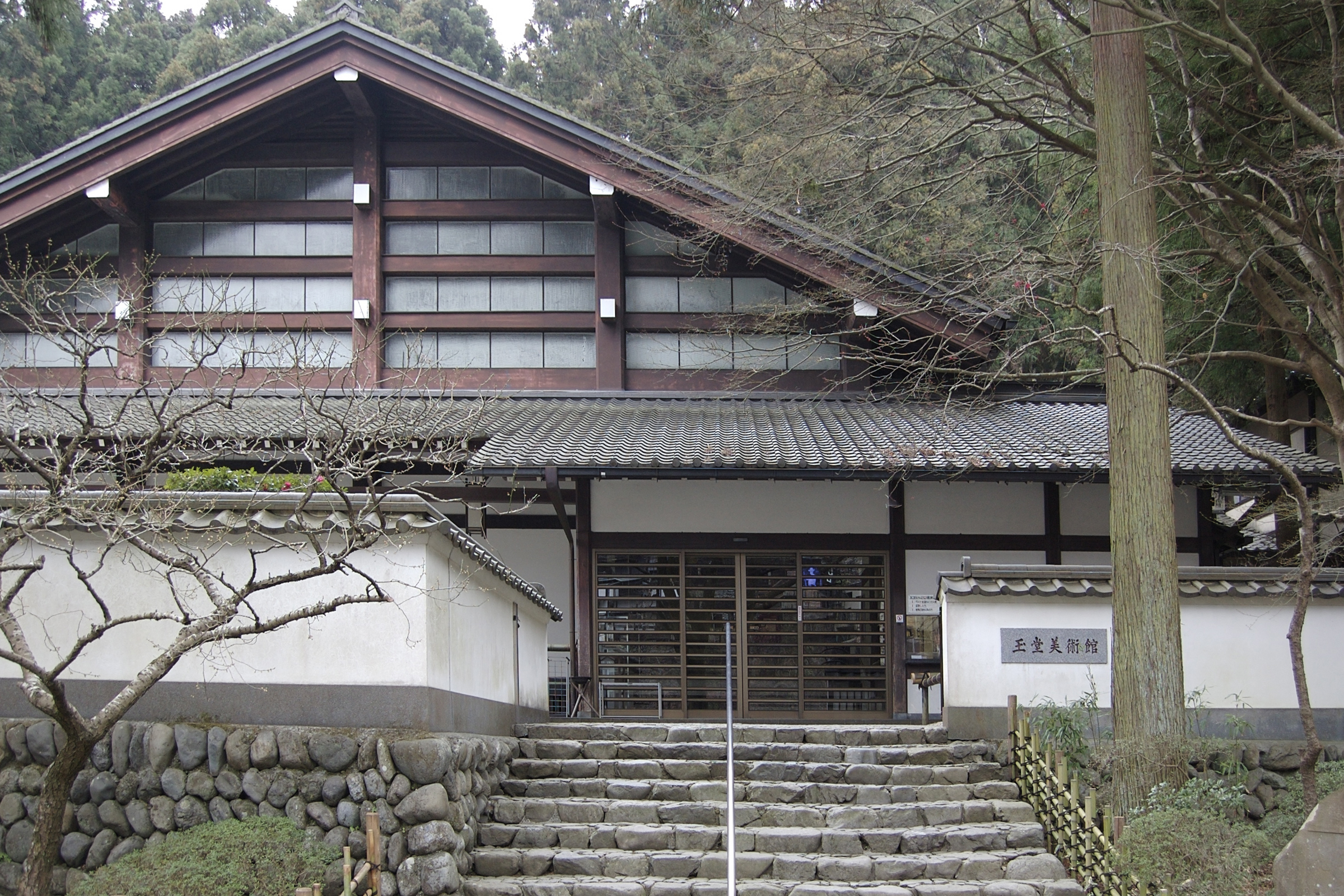
Das Kawai-Gyokudō-Museum

Kawai Gyokudō (japanisch 川合 玉堂; eigentlicher Vorname Yoshisaburō (芳三郎); geb. 24. November 1873 in der Präfektur Aichi; gest. 30. Juni 1957) war ein japanischer Maler der Nihonga-Richtung.

## Leben und Wirken
Im Jahr 1887 verließ Kawai seine Heimat und ging nach Kyōto, um zunächst unter Mochizuki Gyokusen (望月玉泉; 1834–1912) Malerei zu studieren, wechselte 1890 dann aber zu Kōno Bairei, um sich im Stil der Maruyama-Shijō-Schule weiter zu bilden. Im selben Jahr stellte er auf der dritten inländischen Ausstellung zur Förderung der Wirtschaft aus und erhielt dafür eine Auszeichnung. Dazu kamen weitere Preise, wie die der Japanischen Vereinigung junger Künstler (日本青年絵画協会, Nihon seinen kaiga kyōkai) und der Japanischen Kunstvereinigung (日本美術協会, Nihon bijutsu kyōkai). Auf der 4. Ausstellung bewegte ihn das Stellschirmpaar „Drache und Tiger“ (龍虎図, Tatsu tora-zu) des Malers Hashimoto Gahō, so dass er nach Tōkyō umzog, um mehr von ihm zu lernen. 
1907 zeigte Kawai auf der Ausstellung in Tōkyō zur Förderung der Wirtschaft sein Bild „Kurz nach Neumond“ (二日月, Futsuka-zuki), das beträchtlich Aufmerksamkeit fand. Damit galt er als bedeutender Nachfolger in der Kanō-Schule. Danach stellte er auf der vom Staat geförderten Kunstausstellung „Bunten“ aus, wobei er vor allem auf der 10. Ausstellung 1916 mit dem Stellschirm-Paar „Der Frühling kommt“ (行く春, Yuku haru) seine Position als Meister der künstlerischen Wiedergabe der Natur festigte.
Von 1916 bis 1936 war Kawai Lehrer an der Kunstschule Tōkyō, der Vorläufer-Einrichtung der heutigen Universität der Künste Tokio. Dann bildete er junge Künstler in seiner privaten Schule Chōryū-juku (長瀏塾) aus. 
1917 wurde Kawai zum Künstler am Hof (帝室技芸員, Teishitsu gigei-in) ernannt, 1919 wurde er in die Kaiserliche Akademie der Künste (帝国美術院, Teikoku bijitsu-in) aufgenommen. Im Jahr 1940 erhielt er den japanischen Kulturorden und den Asahi-Preis.
Kawai war auch bekannt als Verfasser von Gedichten und publizierte die Sammlung „Strohhaus am Tama-Fluss“ (多摩の草屋, Tama no kusaya). Sein Wohnhaus und Atelier in der Stadt Ōme im Westen der Präfektur Tōkyō wurde 1961 durch einen Neubau des Architekten Yoshida Isoya ersetzt und als Museum der Öffentlichkeit zugänglich gemacht.

## Bilder

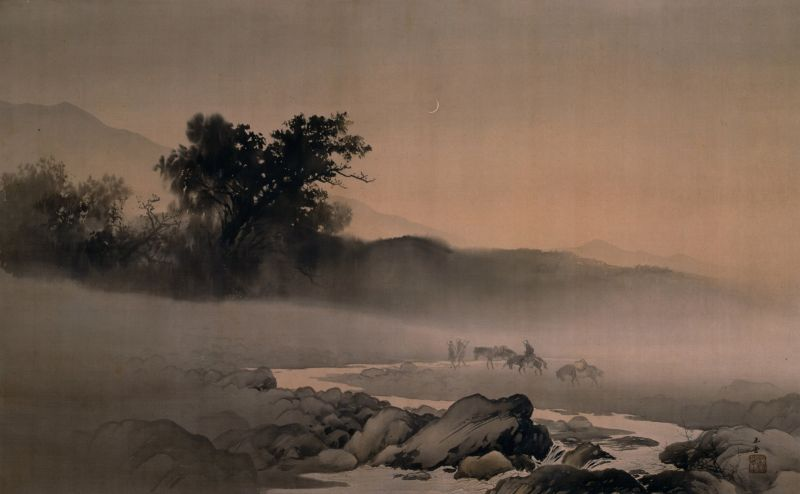
Kurz nach Neumond
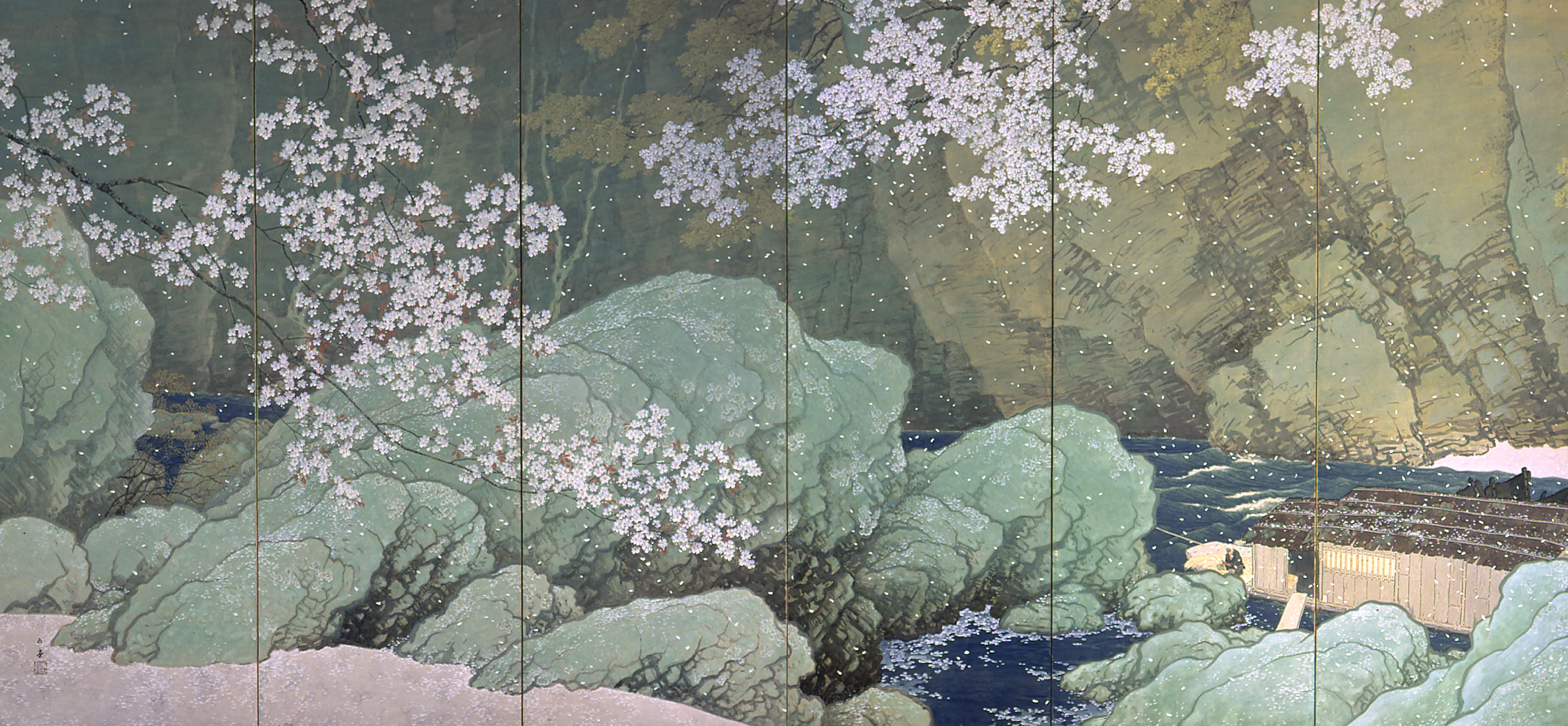
Der Frühling kommt
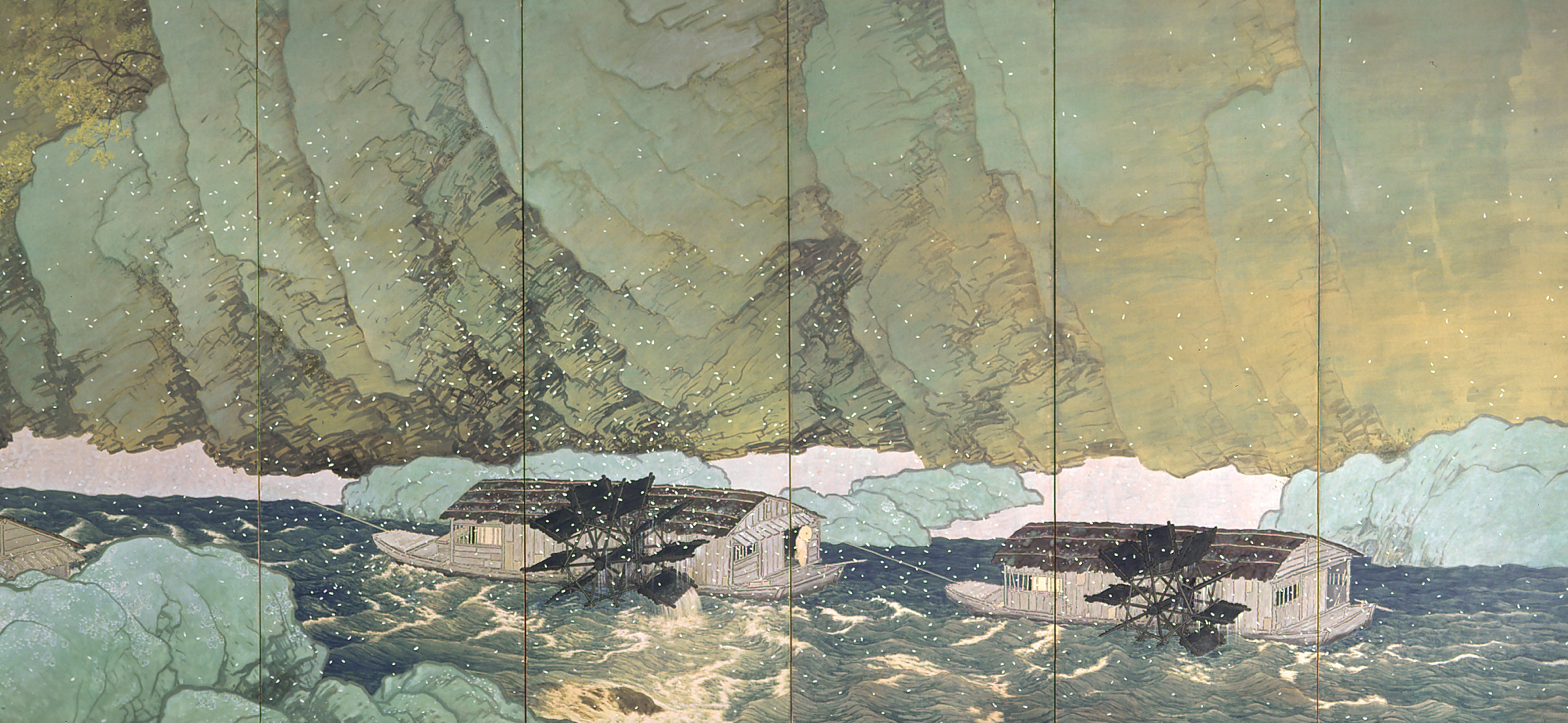
Der Frühling kommt